# Forêts méditerranéennes du nord-est de l'Espagne et du sud de la France
du Nord-Est de l'Espagne

Localisation
Les forêts méditerranéennes du Nord-Est de l'Espagne et du Sud de la France forment une écorégion terrestre définie par le Fonds mondial pour la nature (WWF), qui appartient au biome des forêts, zones boisées et maquis méditerranéens de l'écozone paléarctique. 
Elle s'étend du nord-est de l'Espagne et englobe la partie méditerranéenne du sud de la France. En Espagne, elle comprend la partie côtière des régions de Valence et de Catalogne, ainsi que les îles Baléares.

## Statut actuel
La majeure partie des territoires composant l'écorégion ont été particulièrement transformés par des caractères anthropiques :
- Développement de l'espace naturel en terres agricoles dont les terrasses et pâturages de cultures en montagnes, des espaces viticoles importants, de la culture d'amandiers et d'oliviers, des vergers d'arbres fruitiers d'autres cultures irriguées.
- Développement de l'urbanisation côtière pour le tourisme qui a eu pour effet de dégrader intensivement les dernières forêts côtières restantes, tout en créant des situations alarmantes en matière pénurie d'eau et de pollution.